# Felicita Frai
Felicita Frai, all'anagrafe Felice Frajova (Praga, 20 ottobre 1909 – Milano, 14 aprile 2010), è stata una pittrice ceca naturalizzata italiana.

## Biografia
Nata a Praga sotto l'Imperatore d'Austria Francesco Giuseppe.
Interrotti gli studi universitari nella città natale, si trasferisce in Italia nel 1927 a Trieste, ove conobbe il suo futuro marito Piero Lustig e la pittrice non ancora affermata Leonor Fini. Si sposta poi a Ferrara, dove è allieva di Achille Funi con cui studia la tecnica dell'affresco e collabora fra il 1935 e il 1937 alla decorazione Il mito di Ferrara nella sala dell'Arengo (già Sala della Consulta) del Palazzo Municipale di Ferrara.
Con Funi collaborò anche alle decorazioni della sede della Banca Nazionale del Lavoro di Roma e della direzione RAS di Trieste e nel 1937 agli affreschi della Chiesa di San Francesco Nuovo a Tripoli in Libia.
Nel 1938 debutta all'Esposizione Internazionale Biennale d'Arte di Venezia, tornandovi poi nel 1948. 
Negli anni Quaranta si trasferisce a Milano, dove frequenta lo studio di Giorgio De Chirico e partecipa a tutte le edizioni della Triennale dal 1945 al 1954. Si dedica alla pittura di figura e alla natura morta ma anche all'incisione e all'illustrazione di libri quali Viaggio attraverso lo specchio, (1947) di Lewis Carroll e L'albero del riccio (1948) di Antonio Gramsci.
Nel 2001 la pittrice italianizzata ha ottenuto l'Ambrogino d'oro.
È scomparsa nel 2010 all'età di 100 anni.

## Tecniche
Felicita Frai si è espressa con la pittura ad olio, tempera, acquarello e con l'incisione e la litografia.
L'artista ha dipinto, soprattutto, l'immagine femminile in infinite variazioni, oltre ai suoi coloratissimi e bellissimi fiori.

## Opere nei musei
- Collezioni d'arte della Fondazione Cariplo: Fiori alpestri e anforetta (1965).
- Galleria d'Arte Moderna Aroldo Bonzagni, Cento: Sul davanzale (1974).
- Museo d'arte moderna e contemporanea Filippo de Pisis, Palazzo della Ragione.
- Sala dell'Arengo, Palazzo Municipale: affresco San Giorgio (1934-1938), realizzato con Achille Funi.
- Museo Revoltella, vari ritratti.
- Raccolte d'arte dell'Ospedale Maggiore.
- Fondazione Cavallini-Sgarbi: Ritratto di Aurelia Savonuzzi.[5]